# Cygnus NG-10
Cygnus NG-10 tidigare känd som CRS OA-10E, var en flygningen av en av företaget Northrop Grummans Cygnus rymdfarkoster till Internationella rymdstationen (ISS). Farkosten sköts upp med en Antares 230 raket, från Wallops Flight Facility i Virginia, den 17 november 2018.
Farkosten kallades S.S. John Young och är uppkallad efter den avlidne amerikanske astronauten John W. Young.
Målet med flygningen var att leverera material och förnödenheter till ISS.
Farkosten dockades med rymdstationen med hjälp av Canadarm2, den 19 november 2018.
Den lämnade rymdstationen den 8 februari 2019.
Den 25 februari 2019, brann farkosten som planerat upp i jordens atmosfär.

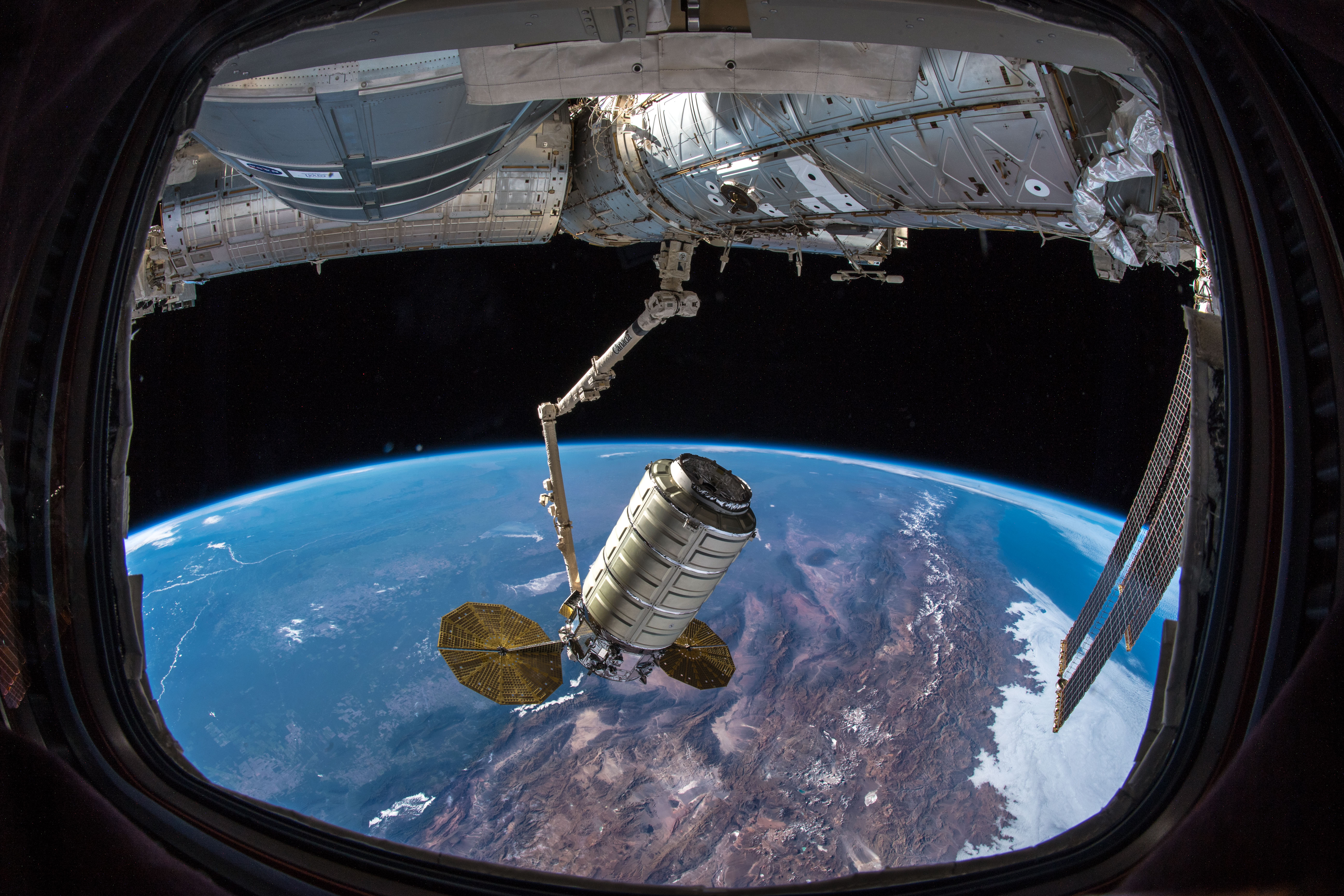
Canadarm2 för S.S. John Young till sin dockningsport

### Fotnoter
1. ↑  ”NASA Space Science Data Coordinated Archive” (på engelska). NASA. https://nssdc.gsfc.nasa.gov/nmc/spacecraft/display.action?id=2018-092A. Läst 24 mars 2020.